# TT112
TT112 (Theban Tomb 112) è la sigla che identifica una delle Tombe dei Nobili ubicate nell’area della cosiddetta Necropoli Tebana, sulla sponda occidentale del Nilo dinanzi alla città di Luxor, in Egitto. Destinata a sepolture di nobili e funzionari connessi alle case regnanti, specie del Nuovo Regno, l'area venne sfruttata, come necropoli, fin dall'Antico Regno e, successivamente, sino al periodo Saitico (con la XXVI dinastia) e Tolemaico.

## Titolare
TT112 era la tomba di:
| Titolare                                         | Titolo                                                                                        | Necropoli           | Dinastia/Periodo                                        | Note                                        |
| ------------------------------------------------ | --------------------------------------------------------------------------------------------- | ------------------- | ------------------------------------------------------- | ------------------------------------------- |
| Menkheperreseneb, poi usurpata da Ashefytemwaset | Primo Profeta di Amon (Menkheperreseneb); Profeta di Amon "Grande in Maestà" (Ashefytemwaset) | Sheikh Abd el-Qurna | XVIII (Thutmosi III) e XIX dinastia (Periodo ramesside) | a nord-ovest della TT38 e a nord della TT41 |

## Biografia
Di Menkheperreseneb, vissuto durante la XVIII dinastia, è nota anche un'altra tomba, la TT86; da quella è possibile risalire al nome del padre, Amenhemet, mentre Taonet, Nutrice reale, fu sua madre. Per quanto riguarda l'usurpatore Ashefytemwaset, XIX dinastia, dalla TT112 è possibile ricavare il nome del padre, Pentawer, e quello della moglie Mutemwia.

## La tomba
La tomba si sviluppa secondo lo schema planimetrico tipico delle tombe del periodo a "T" rovesciata. 
Un corridoio, sulle cui pareti (1 in planimetria) restano pochi frammenti leggibili tra cui il nome di Ashefytemwaset, dà accesso ad una sala trasversale sulle cui pareti è effigiato (2) Menkheperreseneb in atto di offertorio mentre, poco oltre (3), un uomo e alcune donne offrono fiori a Menkheperreseneb e a sua madre; in un altro registro, alcuni preti dinanzi al titolare e alla madre seduti con scimmie che si nascondono sotto le sedie. Segue (4) scena di adorazione di Osiride da parte di Menkheperreseneb e della madre; poco oltre (5), su tre registri sovrapposti, il defunto (Menkheperreseneb) e la madre a banchetto in presenza di musicisti, la preparazione di cibi e bevande che il defunto offre ai nonni materni. Seguono, in tre registri (6), liste di offerte e rituali connessi con la festa dei giorni epagomeni (dipinti e testi usurpati da Ashefytemwaset) e la processione funeraria che continua in altra parete (7).
Un breve passaggio conduce a una camera quasi perpendicolare alla precedente sulle cui pareti (8) è riportata, su quattro registri, la processione funeraria verso la Dea dell'Occidente (Hathor), con scene di Ashefytemwaset e di familiari in adorazione di alcune divinità sovraimposte a precedenti dipinti. Segue il trasporto del sarcofago, il pellegrinaggio ad Abido, rappresentazioni di statue, vasi e scrigni e scene di danze rituali. Poco oltre (9) preti operano rituali dinanzi a Menkheperreseneb e a sua madre. Un dipinto parietale (10), molto probabilmente di epoca ramesside, rappresenta gazzelle e tori (?), nonché preti e suppellettili funerarie, nonché scene del funerale e una falsa porta.
Un altro breve corridoio adduce a una camera più interna in cui si apre una nicchia con graffiti di epoca ramesside (11).

### Annotazioni
1. ↑  La numerazione dei locali e delle pareti segue quella di Porter e Moss 1927, pp. 229-230.
2. ↑  La prima numerazione delle tombe, dalla numero 1 alla 253, risale al 1913 con l’edizione del "Topographical Catalogue of the Private Tombs of Thebes" di Alan Gardiner e Arthur Weigall. Le tombe erano numerate in ordine di scoperta e non geografico; ugualmente in ordine cronologico di scoperta sono le tombe dalla 253 in poi.
3. ↑  I campi della Duat, ovvero l'aldilà egizio, si trovavano, secondo le credenze, proprio sulla riva occidentale del grande fiume.
4. ↑  Nella sua epoca di utilizzo, l'area era nota come "Quella di fronte al suo Signore" (con riferimento alla riva orientale, dove si trovavano le strutture dei Palazzi di residenza dei re e i templi dei principali dei) o, più semplicemente, "Occidente di Tebe".
5. ↑  le Tombe dei Nobili, benché raggruppate in un'unica area, sono di fatto distribuite su più necropoli distinte.
6. ↑  Le note, sovente di inquadramento topografico della tomba, sono tratte dal "Topographical Catalogue" di Gardiner e Weigall, ed. 1913 e fanno perciò riferimento alla situazione dell'epoca.

### Fonti
1. ↑  Gardiner e Weigall 1913.
2. ↑  Donadoni 1999,  p. 115.
3. ↑  Gardiner e Weigall 1913, p. 26.
4. ↑  Gardiner e Weigall 1913, pp. 26-27.
5. ↑  Porter e Moss 1927,  p. 175.
6. ↑  Porter e Moss 1927,  p. 229.
7. ↑  Porter e Moss 1927,  pp. 229-230.